# 阿洛讷 (维埃纳省)
阿洛讷（法語：Aslonnes，法語發音：[alɔn]）是法国新阿基坦大区维埃纳省的一个市镇，位于该省中部偏西南，属于普瓦捷区。

## 地理
阿洛讷（46°26'37"N, 0°20'4"E）面积23 平方千米，位于法国新阿基坦大区维埃纳省，该省份为法国中西部省份，北起曼恩-卢瓦尔省和安德尔-卢瓦尔省，西接德塞夫勒省，南至夏朗德省，东南接上维埃纳省，东临安德尔省。
与阿洛讷接壤的市镇（或旧市镇、城区）包括：拉尔谢堡、日宰、伊特伊、马尔奈、罗什普雷马里-昂迪耶、拉维勒迪约迪克兰、维沃讷。

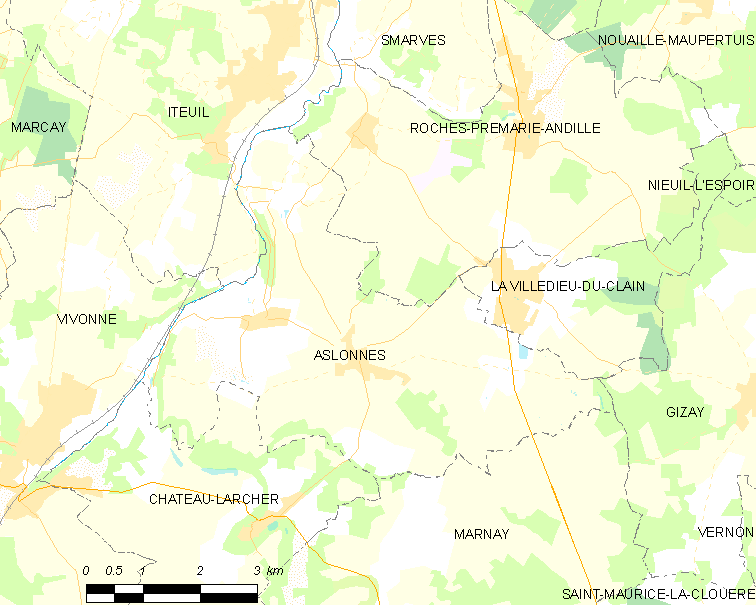
的OSM定位图

阿洛讷的时区为UTC+01:00、UTC+02:00（夏令时）。

## 行政
阿洛讷的邮政编码为86340，INSEE市镇编码为86010。

## 政治
阿洛讷所属的省级选区为维沃讷县。

## 人口

1962-2008年间人口变化图示

阿洛讷于2022年1月1日时的人口数量为1130人。